# Rhyacophila tachikawana
Rhyacophila tachikawana är en nattsländeart som beskrevs av Kobayashi 1973. Rhyacophila tachikawana ingår i släktet Rhyacophila och familjen rovnattsländor. Inga underarter finns listade i Catalogue of Life.